# Gemma alapintada
La gemma alapintada (Ptilorrhoa leucosticta) és una espècie d'ocell de la família dels cinclosomàtids (Cinclosomatidae) que habita el terra dels boscos de muntanya de Nova Guinea.